# Taulidesmella chanchamayo
Taulidesmella chanchamayo är en mångfotingart som beskrevs av Kraus 1959. Taulidesmella chanchamayo ingår i släktet Taulidesmella och familjen fingerdubbelfotingar. Utöver nominatformen finns också underarten T. c. eliator.